# Joaquín Blázquez
Joaquín Blázquez (* 28. Januar 2001 in Luque) ist ein argentinisch-italienischer Fußballtorwart, der beim Club Atlético Talleres unter Vertrag steht und aktuell an CA Independiente verliehen ist.

## Karriere

### Verein
Blázquez begann 2013 seine fußballerische Ausbildung beim Club Atlético Talleres. 2019 wurde er für ein Jahr an die Jugend des FC Valencia verliehen. Während dieser Zeit bestritt er vier Partien in der UEFA Youth League und saß viermal bei der zweiten Mannschaft auf der Bank.
Nach seiner Rückkehr zu Talleres war er in der Saison 2021 zweiter Torwart hinter Guido Herrera und gehörte auch in der Copa Sudamericana zum Kader. In der Saison 2022 hatte er die gleiche Rolle. Für die Spielzeit 2022/23 wurde er an Stade Brest verliehen, das zudem eine Kaufoption erhielt. Am 30. Oktober 2022 gab er sein Profidebüt in der Ligue 1 bei einem 0:0 gegen Stade Reims. In der Coupe de France absolvierte er zwei Partien bis zum Ausscheiden seines Teams.
2023 folgte eine Leihe zu Club Atlético Platense, bevor er im Sommer 2024 zu Talleres zurückkehrte. Seit Anfang 2025 ist er an CA Independiente verliehen.

### Nationalmannschaft
Blázquez kam 2019 zu vier Einsätzen für die U20. Zwischen 2019 und 2021 spielte er zudem für die U23, ohne jedoch bei den Olympischen Spielen eingesetzt zu werden.